# Ветреничка алтайская
Ветреничка алтайская (лат. Anemonoides altaica) — вид травянистых растений рода Ветреничка (Anemonoides) семейства Лютиковые (Ranunculaceae).

## Распространение и экология
Эндемик России. Ареал: Европейская часть России (юг Северного, Средний и Южный Урал и Предуралье, Среднее Поволжье), Западная и Восточная Сибирь. Бореальный вид, приурочен в Среднем Поволжье к залесённым балкам, произрастает в широколиственных и смешанных лесах. Предпочитает богатые гумусом и хорошо увлажнённые почвы.

## Ботаническое описание
Весенний эфемероид. Короткокорневищный поликарпический травянистый многолетник. Корневище ползучее, цилиндрическое, местами утолщенное, желтовато-коричневое. Стебель 8—20 см высотой, прямостоячий. Стеблевые листья на едва волосистом черешке, 3-рассечённые с продолговато-яйцевидными, заостренными на верхушке сегментами, боковые из которых сидячие или почти сидячие, иногда двулопастные с неравнобоким основанием, средний — на коротком черешочке, иногда 3-лопастный, все сегменты лишь при основании цельнокрайные, в остальном шиловидно-зубчатые с закругленными на спинке зубцами.
Цветоносы одиночные, одетые прижато-волосистыми или прямостоящими оттопыренными волосками. Цветки довольно крупные 2—4 см в диаметре; листочки околоцветника в числе 8—12 (обычно 9), продолговатые, на конце тупые, белые, снизу иногда фиолетовые, с обеих сторон голые. Плодики покрыты короткими жестковатыми оттопыренными волосками, с коротким загнутым носиком. Цветет в апреле — мае. 2n = 32.

## Значение и применение
Маралами поедается плохо. Цветки и частично листья излюбленный корм для рябчика.